# The Physics of Fire
The Physics of Fire è  un album della band christian metal/metalcore Becoming the Archetype pubblicato nel 2007.

## Il disco
Si inizia con "Epoch of war" e subito dopo con il quasi symphonic black metal "Immolation". E ce anche lo spazio per un brano death metal, "Autopsy", tanto per non dimenticarsi le loro radici.  E così via, come in "The great fall" (seconda parte di Physics of fire, song divisa in ben quattro parti), tra rallentamenti, tantissimi riff stoppati che vanno a braccetto con la batteria, e spezzati poi da incursioni melodiche con assoli sia lenti che veloci, che si intrecciano con le atmosfere oscure e con i riff più "doom" del lavoro.
Non manca poi una strumentale, "Nocturne", questa volta non un semplice arpeggio in acustico, ma quasi una pausa per riprendere fiato, contornata da pianoforte. Non manca un pezzo come "Monolith", che sfugge un po' a tutte le categorie sinora esposte per viaggiare tra interruzioni di pianoforte e lenti riff stoppati. Segue "Endure", altro buon pezzo e poi "Second death" che sembra molto più una canzone della nuova scuola doom infarcita di influenze prog, piuttosto che una canzone metalcore!
La marcia finale "The bilance of eternity" chiude quello che si può definire il capolavoro dei Becoming The Archetype, una canzone che al suo interno racchiude tutti gli elementi che sono stati disseminati nel disco: melodica, assoli velocissimi, riff stoppati, parti doom, atmosfera oscura, malinconia, metalcore, death metal, pianoforte delicato e tentazioni sinfoniche.

## Tracce
1. Epoch of War – 3:16
2. Immolation – 5:29
3. Autopsy – 4:08
4. The Great Fall – 4:10
5. Nocturne (Instrumental) – 3:19
6. The Monolith – 3:46
7. Construct and Collapse – 4:50
8. Endure – 2:50
9. Fire Made Flesh – 4:29
10. Second Death – 6:03
11. The Balance of Eternity – 8:49

## Formazione
- Jason Wisdom - Chitarrista, Bassista
- Seth Hecox - Chitarrista, Tastierista
- Brent "Duck" Duckett - Batterista
- Alex Kenis - Chitarrista